# Indiskt oxbär
Indiskt oxbär (Cotoneaster simonsii) är en ca 4 m hög buske, med lite håriga kvistar och grågröna mindre blad.